# پاترزپری
پاترزپری (به انگلیسی: Potterspury) یک روستا و محله مدنی در بریتانیا است که در South Northamptonshire واقع شده‌است. پاترزپری ۱٬۴۵۳ نفر جمعیت دارد.